# Zijderoutes in Kirgizië
In Kirgizië zijn drie sites weerhouden, alle gelegen in de oblast Tsjoej in het noorden van het land:
- De site in Ak-Besjim (Ак-Бешим): de historische stad Soejab (Суяб) (onder het nummer C08-KG).
- De site in Boerana (Бурана): de historische stad Balasagoen (Баласагун) (onder het nummer C09-KG).
- De site in Krasnaja Retsjka (Красная Речка): de historische stad Nevaket (Невакет) (onder het nummer C10-KG).

De drie historische steden in de vallei van de bovenloop van de Tsjoej lagen aan de belangrijkste transportroute van de internationale handel:
- Handelsroute via de Kastek-pas naar de vallei van de Ili in Kazachstan.
- Handelsroute via de vallei van de Talas naar Tasjkent en Samarkand in Oezbekistan.
- Handelsroute via het bekken van het Issyk Koelmeer en de Bedel-pas naar China.
- Handelsroute via het bekken van het Issyk Koelmeer noordwaarts naar Mongolië.
- Handelsroute via de Vallei van Fergana naar Oezbekistan en Tadzjikistan.

Geen wonder dus dat deze steden de aandacht trokken van zowel de Turkse kans als de Chinese dynastieën om er hun invloedssfeer uit te bouwen. Er vond ook een belangrijke culturele en godsdienstige uitwisseling plaats. Karavanen en monniken brachten er religies, zoals boeddhisme, zoroastrisme, nestorianisme, manicheïsme en islam uit Zuid- en West-Azië, India, Iran, Syrië en het Arabisch Schiereiland. 

## Soejab
Soejab heeft een oppervlakte van 38 hectare plus een bufferzone van 14 km². Er bevinden zich attributen uit de zesde tot de twaalfde eeuw zoals stadswallen, forten, Nestoriaanse kerken en een begraafplaats.

## Balasagoen
Balasagoen heeft een oppervlakte van 37 hectare plus een bufferzone van 19 km². Er bevinden zich attributen uit de tiende tot de veertiende eeuw zoals sites van stadsontwikkeling en islamitische architectuur, een bad, landbouwgronden, waterleiding, dubbele wallen, islamitische architectuur en Nestoriaanse grafschriften.

## Nevaket
Nevaket heeft een oppervlakte van 743 hectare plus een bufferzone van 33 km². Er bevinden zich attributen uit de zesde tot de twaalfde eeuw zoals het stadspatroon en -ontwikkeling, een versterkte binnenstad, stadswallen en diverse woningtypes, een zoroastrische begraafplaats, Nestoriaanse inscripties en drie boeddhistische tempels.